# Charles James
Charles James, född 18 juli 1906 i Camberley, Surrey, död 23 september 1978 i New York, var en brittisk modeskapare. Han är känd för sina överdådiga balklänningar i siden, satin, taft och tyll. År 1953 designade James klänningen "Four-Leaf Clover" i sidenduchesse åt Austine McDonnell, hustru till affärsmannen William Randolph Hearst Jr.

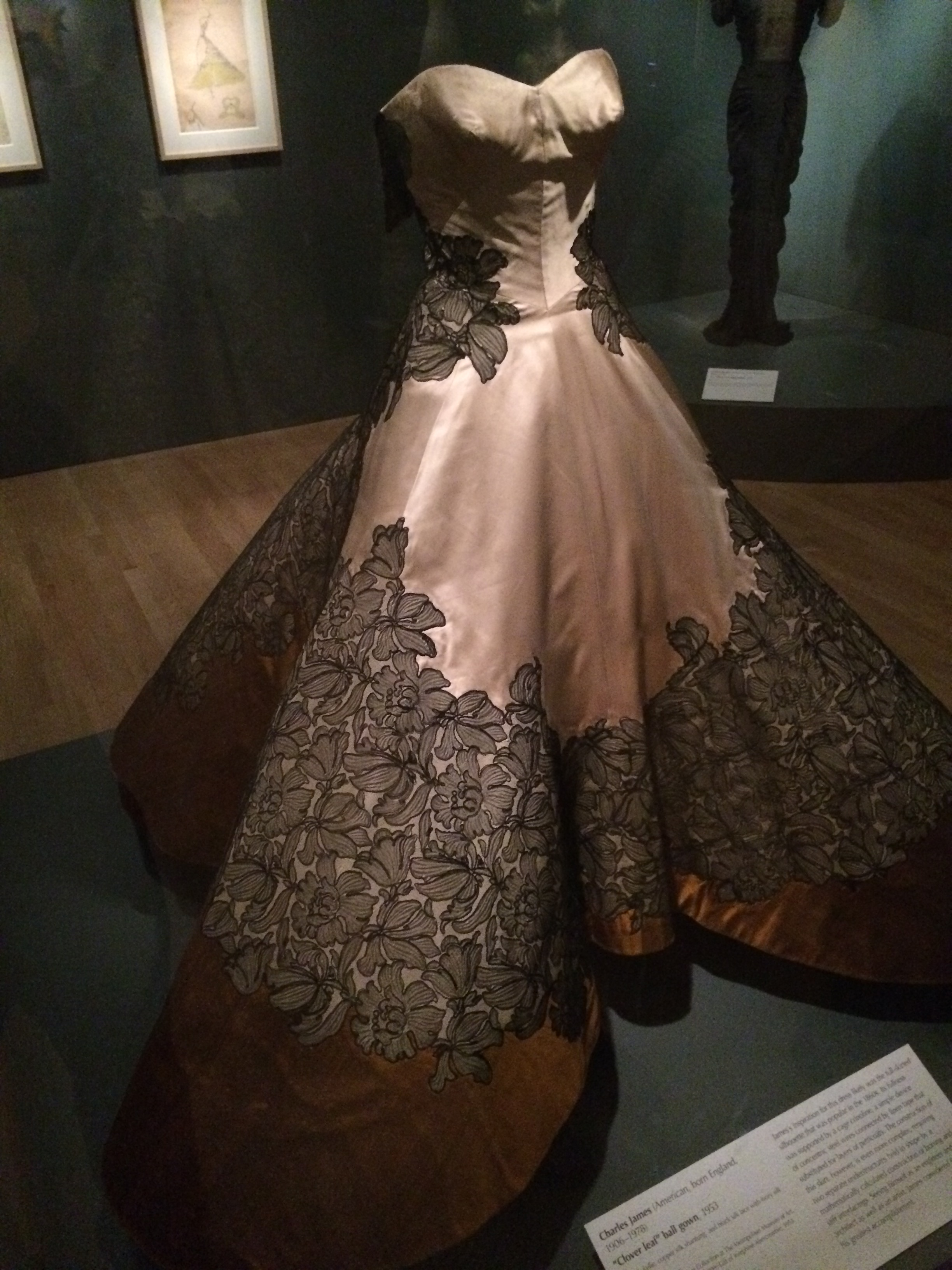
Klänningen "Four-Leaf Clover" i sidenduchesse från 1953